# Francisco Montes de Oca
Francisco Montes de Oca y Saucedo (Ciudad de México, 27 de enero de 1837 - Apan, Hidalgo, 14 de marzo de 1885) fue un médico militar mexicano de ideología liberal, participó en la Guerra de Reforma y fundó la Escuela Práctica Médico Militar.

## Primeros años
Quedó huérfano a los 10 años de edad, pues su padre, oficial del ejército, murió en la Batalla de la Angostura durante la Primera intervención estadounidense en México. Tres años después se inscribió en el Colegio de San Juan de Letrán de México para estudiar latín, filosofía, física y botánica. 
A los 18 años de edad ingresó a la Escuela Nacional de Medicina y dos años después obtuvo la plaza de practicante en el Hospital de San Pablo y, al siguiente, en el Cuerpo Médico Militar a las órdenes del doctor Francisco Buenrostro.

## Guerra de Reforma
Le tocó atender a los heridos en la Batalla de Tacubaya del 10 y 11 de abril de 1859 y tuvo la excepcional fortuna de no ser fusilado. El general liberal Santos Degollado fue derrotado  por el general conservador Leonardo Márquez, perdiendo los liberales 31 piezas de artillería, carros, trenes, todo sus municiones, la casaca y banda de Degollado, numerosísimos muertos y heridas y doscientos seis prisioneros. Las tropas vencedoras tuvieron noventa y ocho hombres  muertos, setenta y dos caballos, ciento ochenta y nueve heridos, dieciséis caballos,  así como dieciséis hombres dispersos y veintidós caballos. El general Miguel Miramón llegó cuando ya se había consumado la victoria de los conservadores. Se dieron órdenes para fusilar a todos los prisioneros, incluyendo heridos, civiles inermes, médicos, pasantes de medicina e incluso se agregaron algunos vecinos simpatizantes de los liberales. 
Aunque se atribuye a Márquez la masacre, que le valió ser conocido de ahí en adelante como “El Tigre de Tacubaya”, él argumentaba en su defensa que solamente transmitió la orden que le dio Miramón, se retiró a sus habitaciones y que sus subalternos se extralimitaron. “Esa orden, publicada más tarde, estaba concebida en los siguientes términos: 

«General en jefe del ejército nacional (sic).- Excmo. Sr.: En la misma tarde de hoy, y bajo la más estrecha responsabilidad de V. E., mandará sean pasados por las armas todos los prisioneros de la clase de oficiales y jefes, dándome parte del número de los que les haya cabido esta suerte.-Dios y ley.- México, Abril 11 de 1859».
Miguel Miramón.

Por su parte Miguel Miramón en la víspera de su fusilamiento en el Cerro de las Campanas, escribió a su defensor en el juicio que se le había seguido: «Quiero hablar a V. de Tacubaya: tal vez verá V. una orden mía para fusilar; pero esto era a los oficiales míos, y nunca a los médicos y mucho menos a los paisanos..» De acuerdo con la Ley de Conspiradores expedida años antes por Zuloaga, en la Guerra de Reforma se fusilaba a los oficiales que habían cambiado de bando. Las víctimas se conocen como los “Mártires de Tacubaya” y se levantó un obelisco en su memoria en el sitio de los fusilamientos. Entre otros, fueron ejecutados el jefe del Cuerpo Médico Militar Manuel Sánchez y los médicos o pasantes Juan Duval, José María Sánchez, Gabriel Rivera, Ildefonso Portugal, el poeta Juan Díaz Covarrubias y Alberto
Abad. Paradójicamente, la victoria de Tacubaya fue funesta para la causa conservadora; el sacrificio despiadado y sin sentido de enfermos y civiles, pero sobre todo de médicos y estudiantes de medicina, causó indignación y la animadversión de la opinión pública e internacional para esa facción. 
Montes de Oca se recibió de médico cirujano en 1860; ese mismo año se contagió de tifo al atender soldados heridos en la Batalla de Calpulalpan, al año siguiente obtuvo por oposición la plaza de prosector y jefe de trabajos anatómicos de la Escuela de Medicina y fue nombrado regidor del Ayuntamiento de la Ciudad de México, contando con apenas 23 años de edad.

## Intervención francesa
Durante la Segunda Intervención Francesa en México, Montes de Oca ejerció como médico del ejército mexicano atendiendo a los heridos de la Batalla de Puebla del 5 de mayo de 1862. Fue médico del Hospital de San Pedro, en donde ideó la modificación de la desarticulación de hombro, cambiando los principios establecidos por Larrey. Fue director del Hospital Militar de San Juan de Dios en esa ciudad, hasta que fue tomada en 1863 por los franceses durante el sitio de Puebla. 
Se unió a las fuerzas del general Felipe Berriozábal en Michoacán y más tarde alcanzó en el norte a  Benito Juárez. Sirvió como cirujano. Combatió las epidemias de tifo en Chihuahua y Parras de la Fuente. Nuevamente participa en una jornada histórica a las órdenes del general Porfirio Díaz, en la toma de la Ciudad de México en 1867, en la caída del Segundo Imperio Mexicano. Ocupa la dirección del Hospital de Mujeres Dementes y es Subdirector del Cuerpo Médico Militar.
En 1868 es director del Hospital Militar y secretario del Consejo Superior de Salubridad. De regreso de la campaña de Oaxaca en 1874, gana, por oposición, la cátedra de Clínica Externa en la Escuela de Medicina y en 1881 funda la Escuela Práctica Médica Militar, antecesora de la actual Escuela Médico Militar. Ese mismo año ingresa a la Academia Nacional de Medicina.
En 1874 fue fundador y primer presidente de la Asociación Médico-Quirúrgica Larrey, donde se publicaron en la revista Anales de la Asociación Larrey, solo se publicó en 1875 y 1876, las experiencias de cirugía de trauma y de guerra de los años de 1860 a 1875. En 1882 alcanzó el grado de general brigadier y fue inspector general del Cuerpo Médico Militar.

## Aportaciones
Fue un hábil cirujano, de gran prestigio. Autor de técnicas quirúrgicas que dejaron huella en la cirugía mexicana e incluso en el extranjero, destacando la de desarticulación de hombro y la amputación del miembro pélvico (en raqueta) que, conjuntamente a Le Fort, en Francia, le dio prestigio mundial. Manejaba las heridas con lavados continuos y a presión, utilizando el cloruro de Labarranque, adelantándose a la era listeriana y utilizando técnicas que usarían Alexis Carrel 45 años después, en infecciones. 
Es uno de los iniciadores de la cirugía de urgencia y trauma, operó con éxito la tiroides, propuso técnicas para la resección de cáncer del pene y de los testículos, cataratas, y una de sus tesis guarda uno de los mejores grabados en cirugía del siglo XIX, realizados por los maestros de la Academia de San Carlos. Murió en Apan, estado de Hidalgo, el 14 de marzo de 1885, a los 48 años de edad. Fue sepultado en la Rotonda de las Personas Ilustres.